# Catalano dei Malavolti

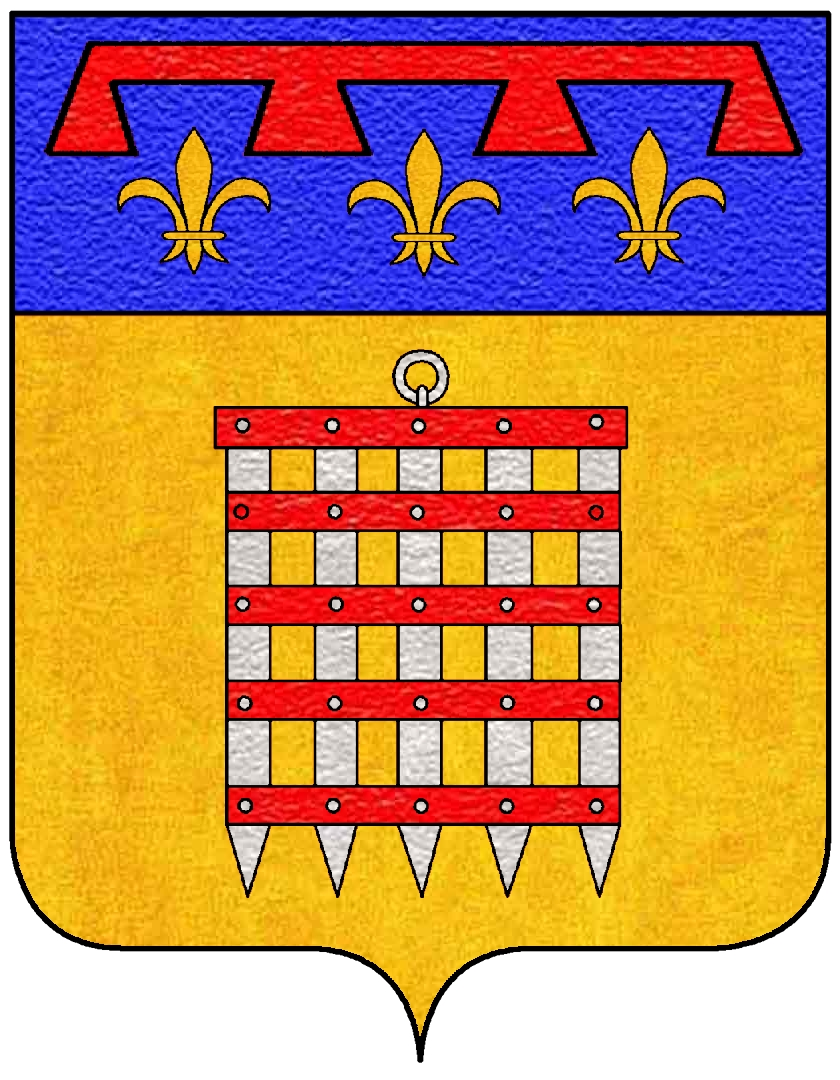
Escut de la família Malavolti

Fra Catalano dei Malavolti (Bolonya, 1210 - Ermita de Ronzano, 1285). També anomenat dei Catalani pel nom d'una família derivada de la dels Malavolti, i més correctament Catalano de Guido de Madonna Ostia. Religiós i polític italià.

## Biografia
De la facció güelfa, va ocupar l'alcaldia de nou ciutats, començant per la de Milà el 1241, i el 1249 va manar una part de la infanteria bolonyesa en la batalla de Fossalta.
Va estar entre els fundadors de l'Orde de la Milícia de Maria Gloriosa, també conegut com l'Orde cavalleresc dels frares del Goig (Frati Gaudenti), una denominació aquesta, que amb el temps, i amb la vida que portaven esdevingué depreciativa. Va ser amb Loderingo degli d'Andaló pacificador en diverses ciutats en nom del papa Climent IV, tot i que el seu orde prohibia ocupar càrrecs polítics. Per tres cops fou col·lega de Loderingo degli Andalò; van ser enviats per governar Bolonya en el 1265 i 1267, mentre que el 1266, poc després de la batalla de Benevento i la sagnant expulsió dels gibel·lins, van ser enviats com a pacificadors a Florència.
En el 1267, sigui perquè no li agradava la vida pública o per desgràcies familiars, es va retirar al convent de Ronzano, on morí el 1285.

## El personatge a l'Infern de Dante
Possiblement Dante devia conèixer ambdós frares durant el període que van estar a Florència.
Dante que col·loca a Catalano, juntament amb Loderingo, en el sisè fossat del vuitè cercle (Infern XXIII 76 i s.), li fa exposar el càstig dels hipòcrites, forçats a vagar per l'eternitat vestits amb capes pesadíssimes de plom cobertes d'or pur per fora (vv. 100-102). També explica Catalano la conducta que van tenir ell i Loderingo en el període de regència de Florència (vv. 104-108), i el martiri a què són sotmesos Caifàs, Annàs i els altres sacerdots i fariseus que van aconsellar als hebreus que enviessin a la mort a Jesús; la mort d'un home per aconseguir la salvació de tot un poble, designant de forma hipòcrita a Jesús com a víctima (vv 115-123).
Catalano demostra a Virgili que les indicacions que li han donat els dimonis de la cinquena fossa sobre l'itinerari a seguir són falses, perquè el pont que passa per sobre de totes les fosses està enfonsat sobre la sisena fossa, i subratlla no sense ironia, l'ingenuitat de Virgili que ha confiat en les informacions del dimoni (vv.133-144).
La culpa per la qual Dante col·loca a Catalano i Loderingo en el fossat dels hipòcrites és la traïció de la qual creu que ambdós es van tacar durant el rectorat de Florència, i li fa confessar aquesta culpa d'una forma que respon a l'ambigua personalitat del frare: "i ho vam fer com / encara es veu al voltant del Gardingo" (vv. 107-108).
Només un florentí hauria pogut comprendre plenament el significat d'aquests versos, ja que Gardingo (o Guardingo), era la torre llombarda que s'alçava més o menys on avui està la Plaça de la Signoria, i al voltant de la qual s'aplegaven les cases dels Uberti, escrupolosament enderrocades en els anys posteriors a la batalla de Benevento.[1]